# Hans-Werner Niemann
Hans-Werner Niemann (* 19. Juli 1950 in Veltheim, heute Porta Westfalica) ist ein deutscher Wirtschafts- und Sozialhistoriker.

## Leben
Niemann studierte Geschichte und Anglistik an der Universität Hannover. 1974 wurde er dort Wissenschaftlicher Assistent bei Wilhelm Treue (bis 1981) und wurde dort 1975 promoviert. 1978 erreichte er die Habilitation im Fach Neuere und Neueste Geschichte mit Einschluss der Wirtschafts- und Sozialgeschichte. Von 1981 bis 1987 war Niemann Professor auf Zeit in Hannover.
1989 bis 1990 absolvierte Niemann ein Referendariat für das Gymnasiallehramt und war anschließend bis 2001 als Gymnasiallehrer tätig.
1991 vertrat Niemann an der Universität Osnabrück den Lehrstuhl für Neueste Geschichte von Klaus J. Bade. 2001 wurde er dort zum Professor für Wirtschafts- und Sozialgeschichte berufen.
Niemann ist stellvertretender Vorsitzender des Arbeitskreises für Wirtschafts- und Sozialgeschichte in der Historischen Kommission für Niedersachsen und Mitglied des Instituts für Migrationsforschung und Interkulturelle Studien (IMIS) an der Universität Osnabrück. Von 2006 bis 2008 war er Direktor des Historischen Seminars an der Universität Osnabrück.